# Campeonato Mundial de Ginástica Artística de 2010 - Barra fixa masculino
A competição da barra fixa masculino do Campeonato Mundial de Ginástica Artística de 2010 teve sua final disputada no dia 24 de outubro. A qualificatória que definiu os ginastas finalistas foi disputada em 18 e 19 de outubro.

## Medalhistas
| Ouro   | CHN Zhang Chenglong  |
| Prata  | NED Epke Zonderland  |
| Bronze | GER Fabian Hambüchen |

## Resultados

### Qualificatória
Esses são os resultados da qualificatória.
| Pos. | Ginasta                | Total  | Nota |
| ---- | ---------------------- | ------ | ---- |
| 1    | CHN Zhang Chenglong    | 15,766 | Q    |
| 2    | JPN Koji Uematsu       | 15,733 | Q    |
| 3    | GER Fabian Hambüchen   | 15,700 | Q    |
| 4    | USA Danell Leyva       | 15,633 | Q    |
| 5    | GER Philipp Boy        | 15,566 | Q    |
| 6    | USA Christopher Brooks | 15,500 | Q    |
| 7    | NED Epke Zonderland    | 15,325 | Q    |
| 8    | USA Jonathan Horton    | 15,266 |      |
| 9    | CHN Feng Zhe           | 15,266 | Q    |
| 10   | CRO Marijo Moznik      | 15,233 | R    |
| 11   | NED Jeffrey Wammes     | 15,166 | R    |
| 12   | KOR Kim Ji-Hoon        | 15,166 | R    |

- Q - qualificado para a final
- R - reserva

### Final
Esses são os resultados da final.
| Pos. | Ginasta                | Nota D | Nota E | Pen. | Total  |
| ---- | ---------------------- | ------ | ------ | ---- | ------ |
|      | CHN Zhang Chenglong    | 7,500  | 8,666  |      | 16,166 |
|      | NED Epke Zonderland    | 7,300  | 8,733  |      | 16,033 |
|      | GER Fabian Hambüchen   | 7,100  | 8,866  |      | 15,966 |
| 4    | GER Philipp Boy        | 7,300  | 8,533  |      | 15,833 |
| 5    | USA Danell Leyva       | 7,100  | 8,566  |      | 15,666 |
| 6    | USA Christopher Brooks | 6,600  | 8,783  |      | 15,383 |
| 7    | CHN Feng Zhe           | 6,600  | 8,566  |      | 15,166 |
| 8    | JPN Koji Uematsu       | 7,200  | 6,800  |      | 14,000 |